# Palpita cirralis
Palpita cirralis es una especie de polillas de la familia Crambidae descrita por Charles Swinhoe en 1897. Se encuentra en Borneo.